# Thyroglutus malayus
Thyroglutus malayus är en mångfotingart som beskrevs av Carl 1909. Thyroglutus malayus ingår i släktet Thyroglutus och familjen Harpagophoridae. Inga underarter finns listade i Catalogue of Life.